# Station Herstal
Station Herstal is een spoorwegstation langs spoorlijn 34 (Hasselt - Tongeren - Luik) in de gemeente Herstal.
Sinds 28 juni 2013 zijn de loketten van dit station gesloten en is het een stopplaats geworden.

## Treindienst
| Serie       | Treinsoort             | Route | Bijzonderheden                                                                                                  |
| ----------- | ---------------------- | --- | --- |
| IC 09       | Intercity (NMBS)       | Antwerpen-Centraal – Aarschot – [ Leuven – ] Hasselt – Herstal – Luik-Guillemins                         | Rijdt in het weekend Antwerpen-Centraal - Luik-Guillemins.                                                      |
| IC 25       | Intercity (NMBS)       | Moeskroen – Doornik – Bergen – Charleroi-Centraal – Namen – Luik-Guillemins – Herstal – Liers            | Rijdt in het weekend tussen Moeskroen en Liers.                                                                 |
| IC 33       | Intercity (NMBS / CFL) | Liers – Herstal – Luik-Guillemins – Gouvy – Luxemburg                                                    | Rijdt in het weekend 1×/2u. tussen Liers - Luxemburg.                                                           |
| L 5550      | L-trein (NMBS)         | Liers – Herstal – Luik-Guillemins – Rivage – Marloie                                                     | |
| S 41 RE 29  | S-trein Luik (NMBS)    | Luik-Sint-Lambertus – Luik-Guillemins – Angleur – Verviers-Centraal – Welkenraedt – Aachen Hbf           | euregioAIXpress In België als S                                                                                 |
| S 42        | S-trein Luik (NMBS)    | Liers – Herstal – Luik-Guillemins – Flémalle-Haute                                                       | |
| S 43 5300   | S-trein Luik (NMBS)    | Maastricht – Wezet – Luik-Guillemins – Herstal – Tongeren – Diepenbeek – Hasselt                         | Rijdt in het weekend niet tussen Luik-Guillemins en Hasselt.                                                    |
| P 7480/8480 | Piekuurtrein (NMBS)    | [ Hoei – Namen ] / [ Herstal – Luik-Sint-Lambertus – Luik-Guillemins – [ Rivage – Gouvy ] / [ Statte ] ] | Rijdt alleen op werkdagen. Een trein vanuit Herstal naar Gouvy. Twee treinen per richting tussen Hoei en Namen. |
| ICT 6945    | Toeristentrein (NMBS)  | Liers – Herstal – Luik-Guillemins – Rivage – Marloie                                                     | Rijdt in juli en augustus.                                                                                      |

## Galerij

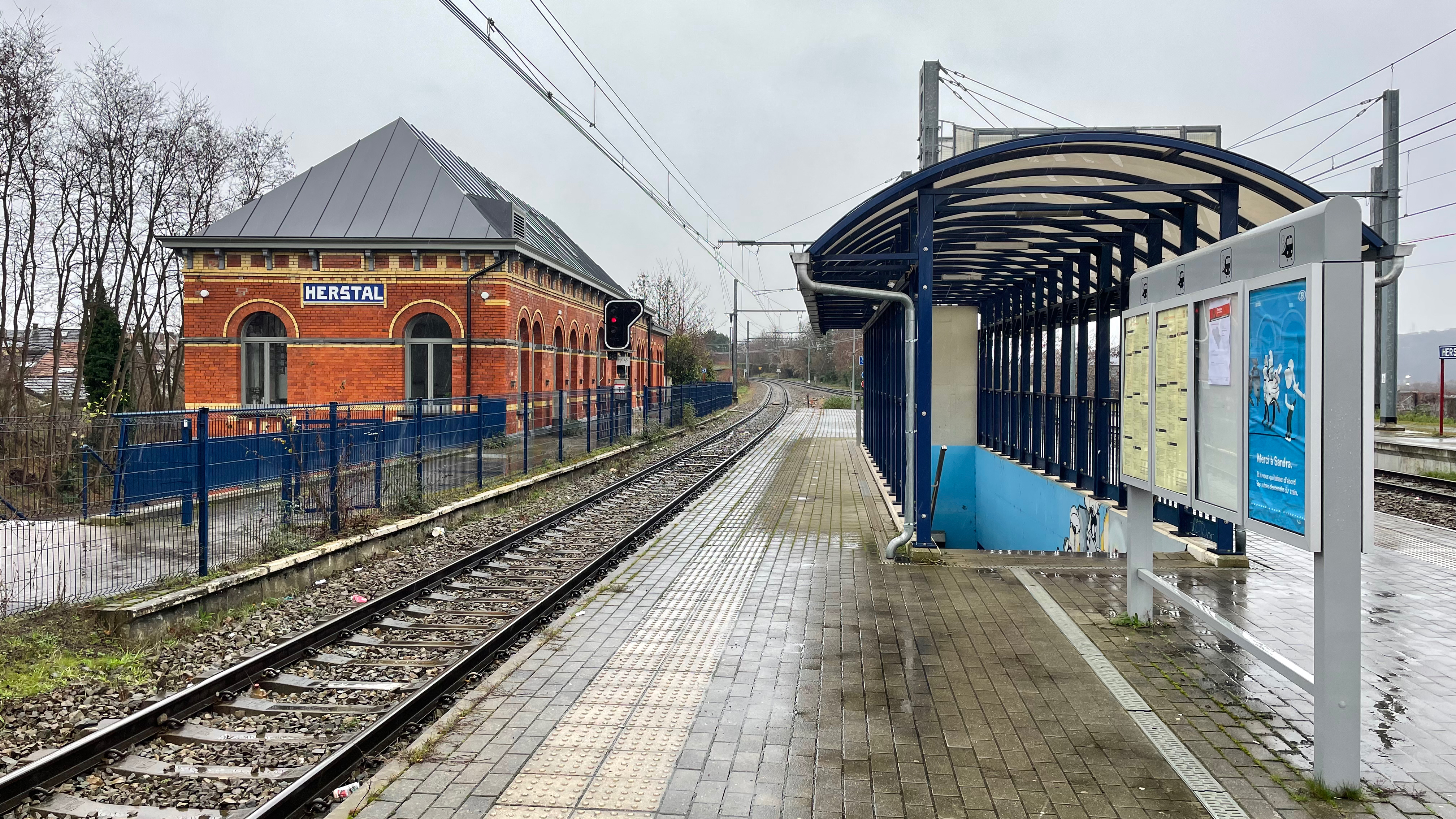
Zicht op het perron
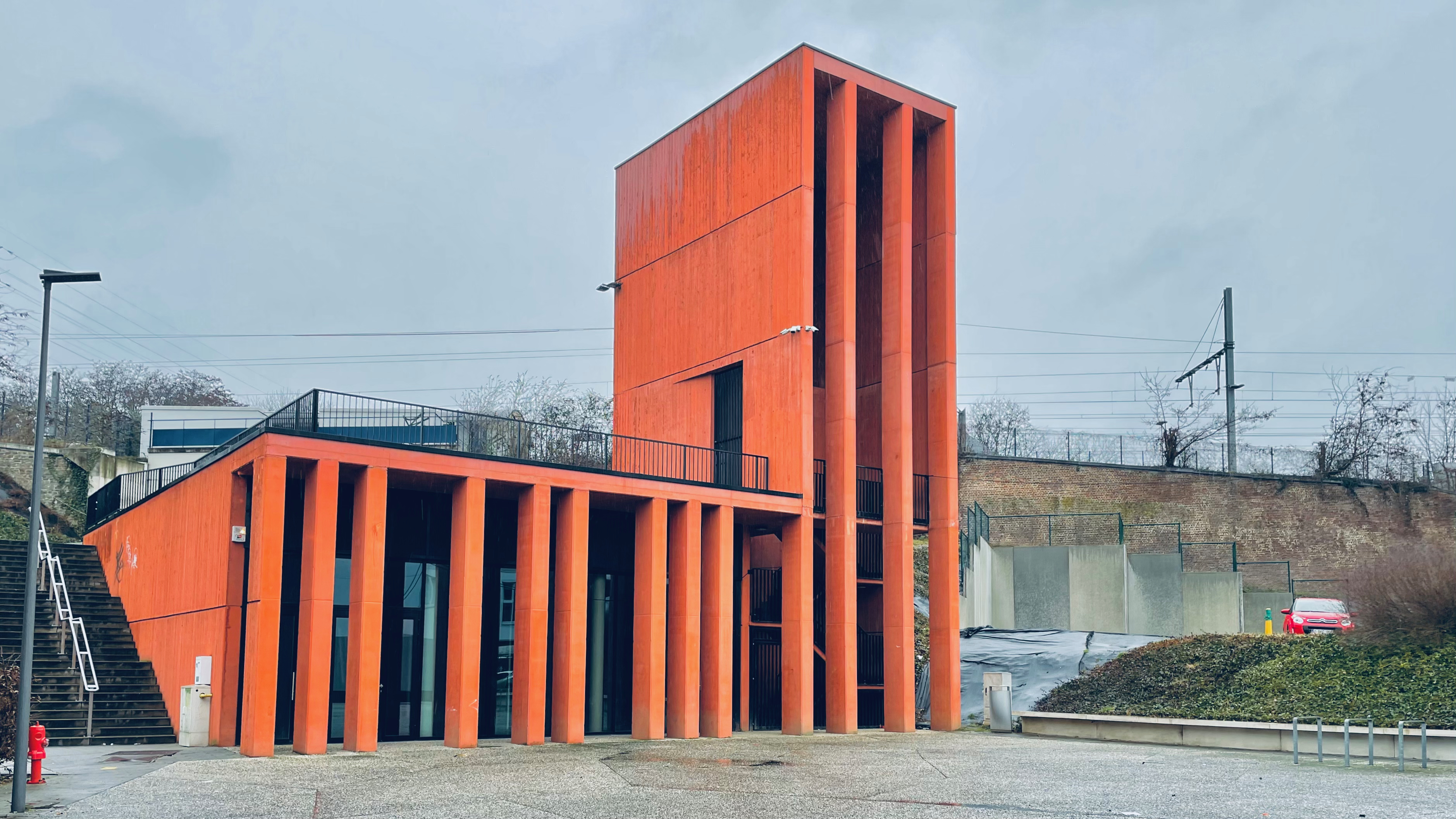
Nieuwe stationsgebouw
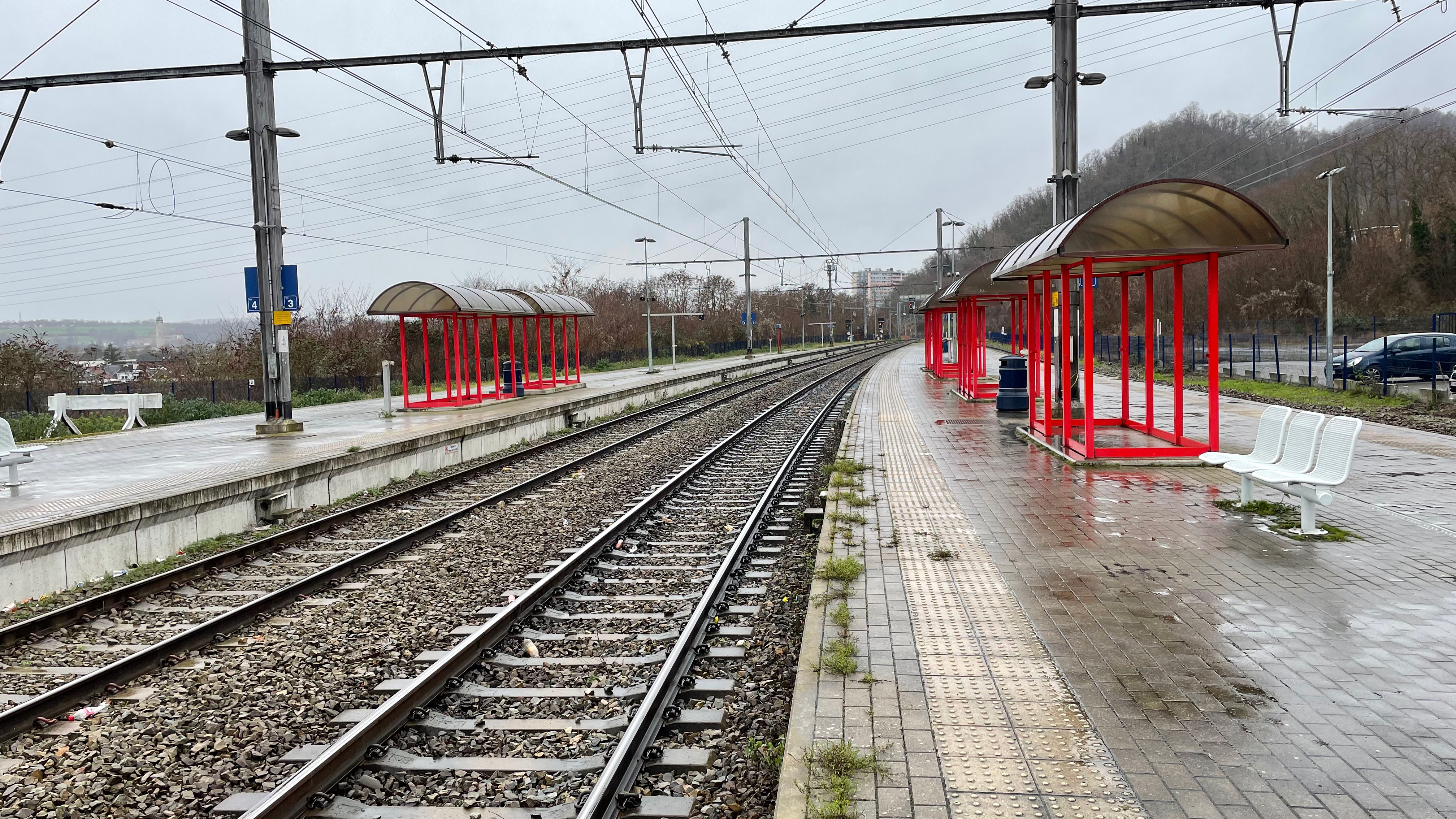
Zicht op de sporen
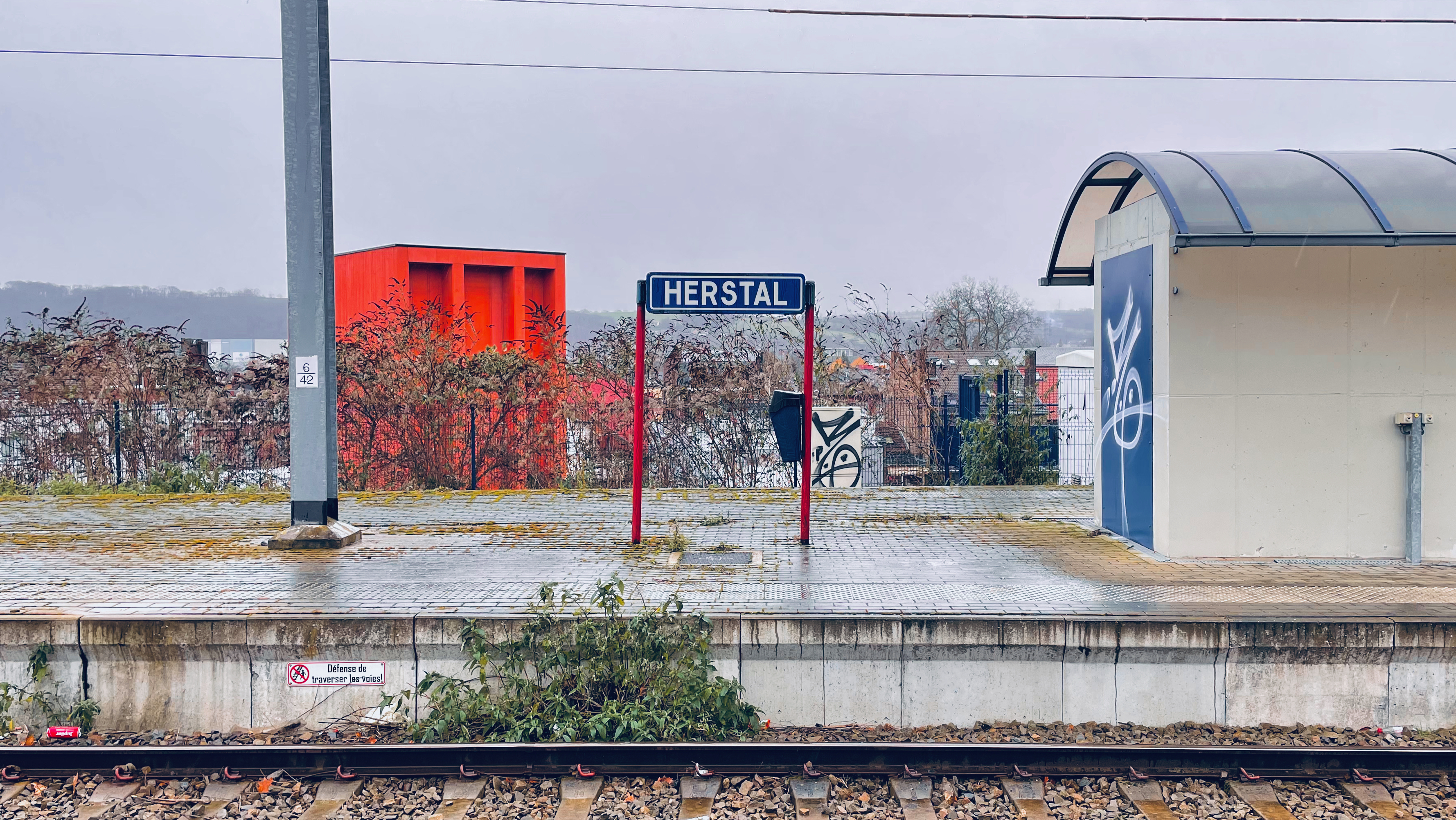
Plaatsnaambord
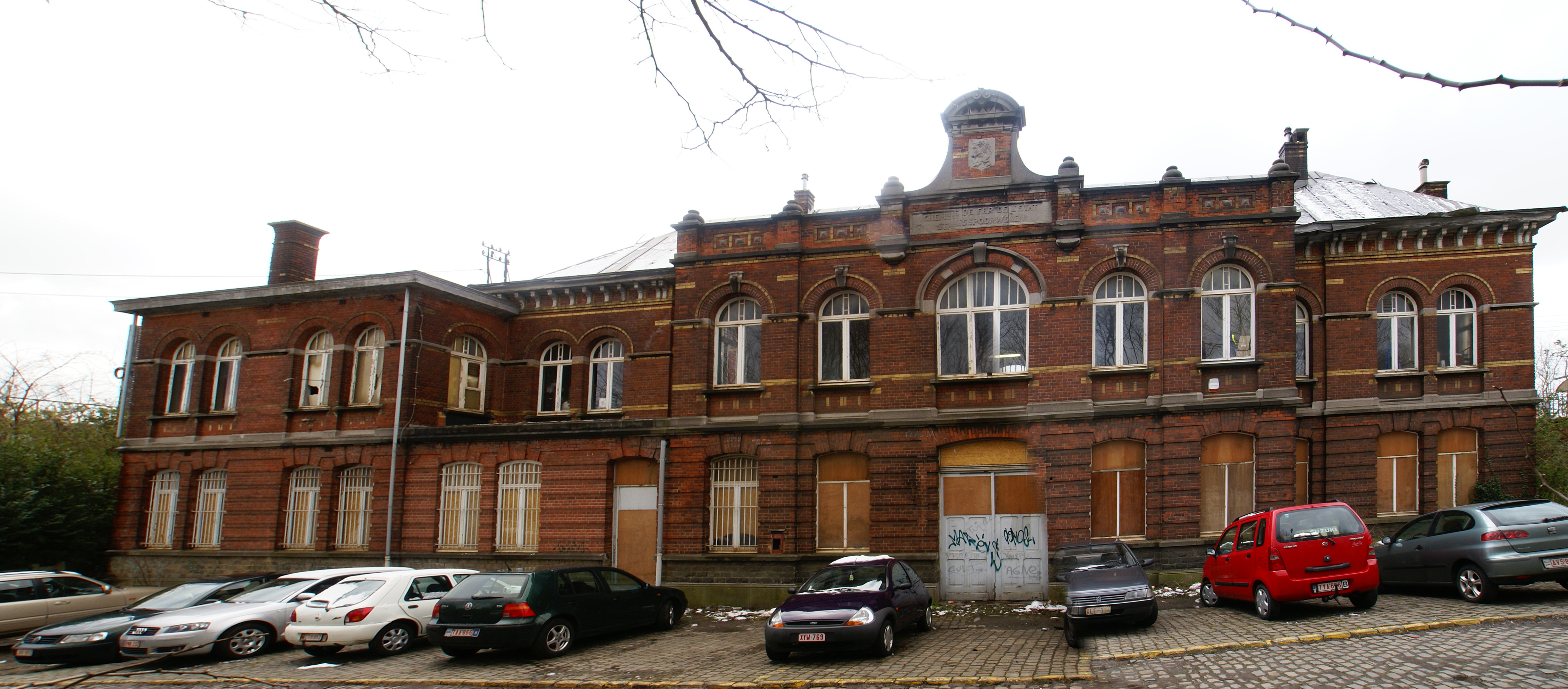
Stationsgebouw Herstel voor de renovatie (foto 2008)

## Reizigerstellingen
De grafiek en tabel geven het gemiddeld aantal instappende reizigers weer op een week-, zater- en zondag.
| Tabel: aantal instappende reizigers station Herstal | Tabel: aantal instappende reizigers station Herstal | Tabel: aantal instappende reizigers station Herstal | Tabel: aantal instappende reizigers station Herstal |
|                                                     | Weekdag                                             | Zaterdag                                            | Zondag                                              |
| --------------------------------------------------- | --------------------------------------------------- | --------------------------------------------------- | --------------------------------------------------- |
| 1977                                                | 405                                                 | 55                                                  | 44                                                  |
| 1978                                                | 666                                                 | 58                                                  | 52                                                  |
| 1979                                                | 422                                                 | 53                                                  | 43                                                  |
| 1980                                                | 375                                                 | 52                                                  | 65                                                  |
| 1981                                                | 412                                                 | 54                                                  | 63                                                  |
| 1982                                                | 353                                                 | 39                                                  | 71                                                  |
| 1983                                                | 379                                                 | 39                                                  | 60                                                  |
| 1984                                                | 329                                                 | 65                                                  | 54                                                  |
| 1985                                                | 327                                                 | 107                                                 | 67                                                  |
| 1986                                                | 257                                                 | 106                                                 | 77                                                  |
| 1987                                                | 361                                                 | 102                                                 | 82                                                  |
| 1988                                                | 283                                                 | 99                                                  | 100                                                 |
| 1989                                                | 296                                                 | 114                                                 | 100                                                 |
| 1990                                                | 216                                                 | 102                                                 | 91                                                  |
| 1991                                                | 403                                                 | 145                                                 | 136                                                 |
| 1992                                                | 379                                                 | 145                                                 | 141                                                 |
| 1993                                                | 358                                                 | 121                                                 | 122                                                 |
| 1994                                                | 388                                                 | 118                                                 | 72                                                  |
| 1995                                                | 390                                                 | 105                                                 | 107                                                 |
| 1996                                                | 393                                                 | 160                                                 | 113                                                 |
| 1997                                                | 475                                                 | 137                                                 | 142                                                 |
| 1998                                                | 832                                                 | 170                                                 | 134                                                 |
| 1999                                                | 481                                                 | 111                                                 | 108                                                 |
| 2000                                                | 970                                                 | 439                                                 | 348                                                 |
| 2001                                                | 477                                                 | 186                                                 | 178                                                 |
| 2002                                                | 669                                                 | 194                                                 | 195                                                 |
| 2003                                                | 484                                                 | 253                                                 | 298                                                 |
| 2004                                                | 390                                                 | 144                                                 | 140                                                 |
| 2005                                                | 374                                                 | 124                                                 | 136                                                 |
| 2006                                                | 389                                                 | 138                                                 | 112                                                 |
| 2007                                                | 383                                                 | 168                                                 | 140                                                 |
| 2008                                                | -                                                   | -                                                   | -                                                   |
| 2009                                                | 426                                                 | 120                                                 | 111                                                 |
| 2010                                                | -                                                   | -                                                   | -                                                   |
| 2011                                                | -                                                   | -                                                   | -                                                   |
| 2012                                                | 485                                                 | 118                                                 | 105                                                 |
| 2013                                                | 461                                                 | 105                                                 | 92                                                  |
| 2014                                                | 486                                                 | 119                                                 | 82                                                  |
| 2015                                                | 416                                                 | 169                                                 | 131                                                 |
| 2016                                                | 347                                                 | 217                                                 | 222                                                 |
| 2017                                                | 324                                                 | 232                                                 | 206                                                 |
| 2018                                                | 344                                                 | 325                                                 | 244                                                 |
| 2019                                                | 328                                                 | 282                                                 | 202                                                 |
| 2020                                                | 232                                                 | 161                                                 | 124                                                 |
| 2021                                                | -                                                   | -                                                   | -                                                   |
| 2022                                                | 518                                                 | 295                                                 | 251                                                 |
| 2023                                                | 739                                                 | 382                                                 | 282                                                 |
| 2024                                                | 808                                                 | 405                                                 | 351                                                 |

0,0: Hasselt ·
3,7: Godsheide ·
7,2: Diepenbeek ·
15,0: Beverst ·
17,2: Bilzen ·
19,3: Hoeselt ·
22,1: Alt-Hoeselt ·
24,4: 's Herenelderen ·
27,7: Tongeren ·
31,5: Nerem ·
32,0: Vreren-Nerem ·
33,1: Glaaien ·
37,7: Villers-Juprelle ·
40,3: Liers ·
42,9: Milmort ·
43,9: Milmort-Charbonnage ·
45,4: La Préalle ·
46,2: Rue Charlemagne ·
48,0: Herstal ·
49,4: Jolivet ·
50,6: Luik-Vivegnis ·
51,6: Luik-Sint-Lambertus ·
53,0: Luik-Carré ·
54,8: Luik-Guillemins